# Basketettan
La Basketettan è il secondo livello del campionato svedese di pallacanestro.